# Stepan (chat)
Pour les articles homonymes, voir Stepan (homonymie).
Stepan (en ukrainien : Степан) est un chat tigré ukrainien qui a gagné une popularité mondiale sur les médias sociaux par sa nature calme et sa posture blasée, faisant de lui le chat le plus populaire d'Ukraine. Il a plus d'un million et demi de followers sur Twitter et Instagram. Depuis 2019, Stepan possède également un compte sur le réseau TikTok. En août 2023, Stepan comptait 1,3 million de followers sur Instagram. En 2022, la page Instagram de Stepan a permis de récolter près de 15 000 euros d'aide humanitaire pour l'Ukraine.

## Biographie
Stepan est né en 2008 à Kharkiv. Sa propriétaire, Anna, l'a trouvé alors qu'il était tout petit. Il vit depuis avec elle dans une tour d'habitation dans le quartier de Saltivka (en) dans Kharkiv. En 2020, pendant la période de quarantaine imposée à la suite de la pandémie de COVID-19, Anna a enregistré la première vidéo de Stepan, qui a reçu plusieurs millions de vues. Depuis, Anna poste de nouvelles photos de Stepan presque tous les jours. Au départ, Anna poste ses photos en russe.
Selon la chaîne YouTube du Moscow Times en juillet 2021, la célébrité de Stepan a franchi les frontières du pays, Stepan ayant « capturé le cœur » de l'Internet russe.
En novembre 2021, Britney Spears a attiré l'attention sur Stepan dans son message, qui a reçu plus de 1,1 million de likes et près de neuf mille commentaires. Peu après, la maison de couture italienne Valentino a publié une publicité pour l'un de ses sacs à main, sur lequel figurait Stepan.

## Invasion russe de l'Ukraine
Le 24 février 2022, Anna et Stepan ont été surpris par l'invasion russe de l'Ukraine, au cours de laquelle des bombardements ont détruit des parties de Kharkiv, y compris des quartiers résidentiels, faisant des dizaines de morts et de blessés. Après le début de l'invasion, les comptes de Stepan sur les médias sociaux ont confirmé que Stepan et Anna avaient survécu aux bombardements et s'étaient retrouvés dans un abri. Les photos de Stepan ont été accompagnées de photos des destructions causées par les forces russes et de messages appelant à la fin de l'invasion et au retour à la paix,. Après que Stepan et sa famille se soient enfuis en Pologne, l'Association mondiale des influenceurs et des blogueurs les a aidés à trouver un refuge en France,. Ils sont restés deux mois à Monaco.
Après l'invasion russe, les messages de Stepan sur les médias sociaux sont passés en ukrainien. La propriétaire de Stepan, Anna, a déclaré à la BBC : « Nous avons tous changé mentalement après avoir vu ce que ce « monde russe » [un concept d'espace culturel et politique promu par la Russie] est réellement ».
En août 2022, Anna a adopté un chaton, Stephania, un tigré qui ressemble beaucoup à Stepan. En novembre de la même année, Stepan a été nommé « ambassadeur » par le ministère de la culture et de la politique de l'information dans le cadre de la campagne « Sauver la culture ukrainienne ».
En 2022, les pages de Stepan sur les médias sociaux ont permis de récolter près de 15 000 euros pour l'achat de nourriture, de médicaments et d'autres soins pour d'autres animaux ukrainiens qui ont souffert de la guerre.
Selon son compte Instagram, Stepan retourne à Kharkiv, sa ville natale.
En août 2023, Stepan compte 1,3 million de followers sur Instagram.
En 2024, Anna annonce que Stepan est tombé malade à cause du stress à la suite d'une attaque russe sur Kharkiv le 23 janvier et qu'il reçoit des médicaments. En mars, Anna annonce qu'ils se sont réinstallés en Allemagne avec ses chats.